# Época (magazine brésilien)
Ne doit pas être confondu avec Epoca (magazine italien).
Pour les articles homonymes, voir Epoca.
Época est un magazine d'information et d'analyse hebdomadaire brésilien. Lancé en mai 1998,,, il est publié par Editora Globo (pt), partie du conglomérat médiatique Grupo Globo.
Le style d'Época est basé sur le magazine allemand Focus, mettant l'accent sur l'utilisation d'images et de graphiques, et même leurs logos partagent certaines similitudes.

## Circulation
En 2010, Época avait un tirage de 408 000 exemplaires. Il est tombé à 389 000 exemplaires en 2012 et a légèrement augmenté à 393 000 en 2013. En 2018, il circule à plus de 500 000 exemplaires par semaine et compte 5,9 millions d'utilisateurs numériques uniques.

## Livraison
À partir de 2018, les abonnés reçoivent Época, GLOBO et Valor Econômico livrés ensemble le vendredi.